# گیم خیمه
گیم خیمه سرانو (زاده ۶ ژانویهٔ ۱۹۹۹؛ تاراگونا) بازیکن فوتبال اهل اسپانیا است که در پست دفاع راست برای باشگاه اینترسیتی در پریمرا فدراسیون بازی می‌کند.

## دوران باشگاهی
جیمی که در تاراگونا، کاتالونیا به دنیا آمد، در سال ۲۰۰۷ از تورفورتا به باشگاه بارسلونا لاماسیا پیوست.در ۹ ژوئیه ۲۰۱۸، او قرارداد خود را با بند آزادسازی ۱۰۰ میلیون یورو تا سال ۲۰۲۰ تمدید کرد و به تیم ذخیره در سگوندا دیویسیون بی ارتقا یافت.
جیمی اولین بازی خود را برای بزرگسالان در ۹ سپتامبر ۲۰۱۸ انجام داد و در پیروزی ۱–۰ خارج از خانه مقابل سابادل شروع کرد.اولین گل او تقریباً یک سال بعد، در تساوی ۲–۲ خانگی مقابل خیمناستیک تاراگونا به ثمر رسید.
جیمی در ۳۰ ژوئن ۲۰۲۰، با پایان قراردادش، بارسا را ترک کرد، و در ۲۸ اوت قراردادی دو ساله با سی‌دی کاستیون، تازه‌وارد سگوندا دیوسیون امضا کرد.او اولین بازی حرفه‌ای خود را در ۲۴ اکتبر انجام داد و در باخت خانگی ۰–۱ مقابل ژیرونا  شروع کرد.
در ۱ فوریه ۲۰۲۱، جیمی برای باقیمانده فصل به تیم دسته سوم خیمناستیک تاراگونا قرض داده شد.
در ۱۷ اوت ۲۰۲۱، جیمی با قراردادی یک ساله به بارسلونا بی بازگشت.

## افتخارات

### جوانان بارسلونا
لیگ جوانان یوفا:۲۰۱۷_۱۸